# Lavotsjkin La-15
De Lavotsjkin La-15 (Russisch: Лавочкин Ла-15) (NAVO-codenaam: Fantail), in eerste instantie aangeduid met La-174, was een vroege Sovjet-Russische straaljager ontworpen door Lavotsjkin en tegenhanger van de Mikojan-Goerevitsj MiG-15.

## Ontwikkeling
De La-15 was het resultaat van series van ontwikkelingen die begonnen met de La-168 in 1947 en doorgingen met de La-176 later in 1948. Ze waren ontworpen voor de Britse motoren Rolls-Royce Derwent V en Nene, aangekocht door de Sovjets in 1947, en daarna gekopieerd als RD-500 en RD-45. De Derwent aangedreven La-174 was ontworpen als back-up voor het geval het de Britten niet lukte om een sterkere naverbrander variant van de Nene te ontwikkelen. Het eerste prototype van de La-174 vloog slechts 9 dagen na de concurrent MiG-15 op 8 januari 1948. Het eerste prototype ging echter verloren op 11 mei 1948 door trillingen. De proeven gingen verder met een verbeterd tweede prototype, aangeduid "174D". Van augustus tot 25 september 1948 onderging hij staatstests. In vergelijking met de Nene-aangedreven MiG-15 had de La-174 bijna dezelfde maximumsnelheid en betere wendbaarheid met een ietwat mindere klimsnelheid. Terwijl het tweede prototype nog getest werd in augustus werd het type al in productie genomen in september 1948. In april 1949 kreeg het de officiële benaming La-15.

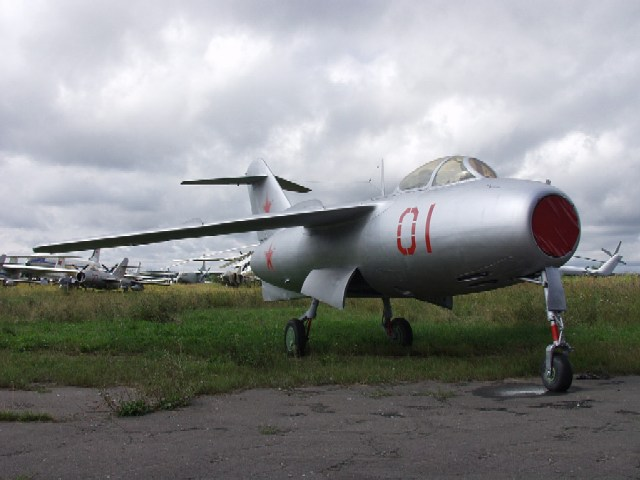
Lavotsjkin La-15

De La-15 had een sigaarvormige romp, pijlvleugels en stabilizers hoog op de staartvin, waardoor het bijna een T-staart werd. In de basis leek hij erg op de veel bekendere MiG-15, afgezien dat het een iets slanker voorkomen had en hoog geplaatste vleugels. Hij was erg populair bij de piloten omdat hij makkelijk te besturen was en de drukcabine was een voordeel op grote hoogte. Toch was het officiële enthousiasme voor de La-15 gering, voornamelijk omdat het ontwerp speciale, en dus dure, gereedschappen nodig had. Met de komst van de Klimov VK-1 motor, een verbeterde Nene, besloten de Sovjets nog maar één jager te produceren, en kozen voor de MiG-15bis, ondanks de nieuwste Lavotsjkin jagers met VK-1 motor La-168 en La-176 die betere prestaties leverden. De MiG-15 had dan iets mindere prestaties, hij was wel veel makkelijker en sneller te produceren.
Er zijn 235 La-15's gebouwd en ze deden dienst bij de Sovjet Luchtmacht tot 1954. Er werd ook een twee-zits trainerversie ontwikkeld als La-180, en zou in productie moeten gaan als La-15UTI, maar toen de officiële belangstelling voor de La-15 af nam, werd ook de trainer afgeblazen voordat de massaproductie begon, en er werden er slechts 2 gemaakt.